# Utricularia nigrescens
Utricularia nigrescens är en tätörtsväxtart som beskrevs av Sylven. Utricularia nigrescens ingår i släktet bläddror, och familjen tätörtsväxter. Inga underarter finns listade i Catalogue of Life.